# (14627) Emilkowalski
(14627) Emilkowalski (1998 VA) – planetoida z grupy pasa głównego asteroid okrążająca Słońce w ciągu 4,19 lat w średniej odległości 2,6 j.a. Odkryta 7 listopada 1998 roku.